# Ихара, Масами
Масами Ихара (яп. 井原 正巳; род. 18 сентября 1967, Кока, Сига) — японский футболист и тренер. Ихара играл на позиции защитника, был капитаном сборной Японии в 1990-х. Вместе с нападающим Кадзуёси Миурой и уроженцем Бразилии полузащитником Руем Рамосом Ихара был одним из ключевых игроков сборной. Ихара был рекордсменом по числу матчей за сборную Японии (122), однако, 16 октября 2012 года его результат превзошёл Ясухито Эндо.

## Клубная карьера
Ихара был одним из лучших игроков первых сезонов Джей-лиги в 1990-х годах. Он провёл большую часть своей карьеры в «Иокогама Ф. Маринос» и сформировал на клубном уровне результативную оборонительную связку с Цуёси Китадзавой. После окончания Цукубского университета Ихара присоединился к «Ниссан Моторс» (теперь известный как «Иокогама Ф. Маринос») и быстро закрепился в клубе, став ключевым игроком. Ихара отыграл за клуб десять лет, многие японские болельщики звали его «Мистер Маринос», подчёркивая его важность для клуба. Он сформировал костяк команды, а также помог влиться в коллектив талантливой молодёжи, в том числе Ёсикацу Кавагути и Сюнсукэ Накамура.
После ухода из «Маринос» Ихара также провёл один сезон с «Джубило Ивата», а свои последние два сезона — с «Урава Ред Даймондс». Он завершил игровую карьеру в 2002 году. Он провёл 341 матч и забил 7 голов в чемпионате Японии. В течение 6 лет подряд его включали в символическую сборную лиги (1991/92-1997).

## Карьера в сборной
27 января 1988 года, когда Ихара ещё был студентом Цукубского университета, он дебютировал за сборную Японии в матче против Объединенных Арабских Эмиратов. После этого он стал основным игроком и участвовал в отборочных матчах к чемпионату мира 1990 года и Азиатских играх 1990 года. В 1992 году Япония впервые выиграла Кубок Азии. Однако в квалификации чемпионата мира 1994 года Япония не смогла пробиться в финальный турнир в США. После этого Ихара стал капитаном национальной команды и играл на Кубке Короля Фахда 1995 года и Кубке Азии 1996 года, где Япония дошла до чертвертьфинала. В 1997 году национальная сборная впервые смогла пробиться на чемпионат мира 1998 года, блестяще отыграв в отборочном турнире и выиграв стыковой матч против Ирана.
На чемпионате мира 1998 года во Франции опыт ветерана Ихары имел решающее значение для успешного выступления Японии в её первом розыгрыше Кубка мира. Он образовал хорошую связку с сильным центральным защитником Ютакой Акитой, а также быстрыми боковыми защитниками Наоки Сомой и Акирой Нарахаси (все трое из «Касима Антлерс»). Тем не менее, сборная Японии заняла последнее место в группе, проиграв сборным Аргентине, Хорватии и Ямайке.
В 1999 году Ихара в составе сборной отправился в Парагвай на Кубок Америки. Он провёл два матча — с Перу и Боливией, в последнем был удален с поля. После этого турнира он завершил выступления за сборную, отыграв 122 матча и забив 5 голов.

## Тренерская карьера
В 2006 году Ихара стал помощником тренера олимпийской сборной Японии и проработал там два года. После этого он стал помощником тренера клуба «Касива Рейсол» в 2009 году, и дважды становился исполняющим обязанности главного тренера.
После трёх лет пребывания в нижней половине таблицы в дивизионе J2, в 2015 году «Ависпа Фукуока» пригласила Ихару в качестве своего тренера, вместо Марьяна Пушника. Под руководством Ихары клуб выиграл 24 матча из 42 и набрал в общей сложности 82 очка, завершив чемпионат на третьем месте. Затем «Ависпа» сыграла в плей-офф за право выйти в высший дивизион Джей-лиги, где обыграла «В-Варен Нагасаки» 1-0, а затем сыграли вничью 1-1 против «Сересо Осака». В конечном итоге команда под руководством Ихары получила повышение в классе, за счёт более высокого рейтинга.
Первый матч «Ависпы» в первом дивизионе Джей-лиги был проигран со счётом 2-1 в гостях против «Саган Тосу», а первую победу они отпраздновали лишь после восьмого матча. В итоге, сезон они закончили последними. В 2017 году в дивизионе J2 «Ависпа» финишировала четвёртой, но с учётом плей-офф не смогла пробиться в высший дивизион. В 2018 году по окончании сезона они и вовсе оказались лишь на 7 строчке турнирной таблицы.

## Достижения

### Командные
«Иокогама Ф. Маринос»
- Победитель Азиатского Кубка обладателей кубков: 1991/92, 1992/93
- Чемпион Лиги J1: 1995
- Обладатель Кубка Императора: 1991, 1992
- Обладатель Кубка Джей-лиги: 2001
- Обладатель Суперкубка Японии: 2000

Япония
- Победитель Кубка Азии: 1992

### Личные
- Футболист года в Азии: 1995
- Символическая сборная Японской футбольной лиги: 1993, 1994, 1995, 1996, 1997
- Символическая сборная 20-летия Джей-лиги

## Статистика

### В клубе
| Выступления за клуб | Выступления за клуб | Выступления за клуб | Лига  | Лига | Кубок            | Кубок            | Кубок лиги      | Кубок лиги      | Итого | Итого |
| Сезон               | Клуб                | Лига                | Матчи | Голы | Матчи            | Голы             | Матчи           | Голы            | Матчи | Голы  |
| Япония              | Япония              | Япония              | Лига  | Лига | Кубок Императора | Кубок Императора | Кубок Джей-лиги | Кубок Джей-лиги | Итого | Итого |
| ------------------- | ------------------- | ------------------- | ----- | ---- | ---------------- | ---------------- | --------------- | --------------- | ----- | ----- |
| 1990/91             | Ниссан Моторс       | JSL D1              | 22    | 2    |                  |                  | 4               | 0               | 26    | 2     |
| 1991/92             | Ниссан Моторс       | JSL D1              | 22    | 0    |                  |                  | 3               | 0               | 25    | 0     |
| 1992                | Иокогама Ф. Маринос | J1                  | -     | -    | 5                | 0                | 8               | 0               | 13    | 0     |
| 1993                | Иокогама Ф. Маринос | J1                  | 32    | 0    | 1                | 0                | 0               | 0               | 33    | 0     |
| 1994                | Иокогама Ф. Маринос | J1                  | 41    | 1    | 4                | 0                | 2               | 0               | 47    | 1     |
| 1995                | Иокогама Ф. Маринос | J1                  | 47    | 1    | 2                | 0                | -               | -               | 49    | 1     |
| 1996                | Иокогама Ф. Маринос | J1                  | 29    | 1    | 1                | 0                | 13              | 0               | 43    | 1     |
| 1997                | Иокогама Ф. Маринос | J1                  | 22    | 0    | 2                | 0                | 0               | 0               | 24    | 0     |
| 1998                | Иокогама Ф. Маринос | J1                  | 27    | 0    | 1                | 0                | 0               | 0               | 28    | 0     |
| 1999                | Иокогама Ф. Маринос | J1                  | 25    | 0    | 3                | 0                | 6               | 0               | 34    | 0     |
| 2000                | Джубило Ивата       | J1                  | 20    | 1    | 0                | 0                | 3               | 0               | 23    | 1     |
| 2001                | Урава Ред Даймондс  | J1                  | 26    | 1    | 4                | 0                | 6               | 0               | 36    | 1     |
| 2002                | Урава Ред Даймондс  | J1                  | 28    | 0    | 0                | 0                | 9               | 1               | 37    | 1     |
| Итого               | Итого               | Итого               | 341   | 7    | 23               | 0                | 54              | 1               | 418   | 8     |

### В сборной
| Сборная Японии | Сборная Японии | Сборная Японии |
| Год            | Матчи          | Голы           |
| -------------- | -------------- | -------------- |
| 1988           | 5              | 0              |
| 1989           | 11             | 0              |
| 1990           | 6              | 0              |
| 1991           | 2              | 0              |
| 1992           | 11             | 0              |
| 1993           | 15             | 2              |
| 1994           | 9              | 1              |
| 1995           | 16             | 1              |
| 1996           | 13             | 0              |
| 1997           | 21             | 1              |
| 1998           | 10             | 0              |
| 1999           | 3              | 0              |
| Итого          | 122            | 5              |

### Тренерская статистика
| Команда        | Страна | С     | До    | Статистика | Статистика | Статистика | Статистика | Статистика |
| Команда        | Страна | С     | До    | И          | В          | П          | Н          | Побед %    |
| -------------- | ------ | ----- | ----- | ---------- | ---------- | ---------- | ---------- | ---------- |
| Касива Рейсол  | Япония | 2009  | 2009  | 2          | 0          | 1          | 1          | 0          |
| Ависпа Фукуока | Япония | 2015  | 2018  | 160        | 68         | 41         | 51         | 42.5       |
| Всего          | Всего  | Всего | Всего | 162        | 68         | 42         | 52         | 41.98      |